# Hugo III. (Vaudémont)

Wappen Hugos III.

Hugo III.  (* vor 1231; † um 1244) war ein Graf von Vaudémont. Er war ein Sohn des Grafen Hugo II. und dessen Ehefrau, Hedwiga von Raynel.
Er war seit etwa 1231 verheiratet mit Margarete von Bar, einer Tochter des Grafen Theobald I. von Bar und der Ermesinde von Luxemburg. Ihre Kinder waren:
- Heinrich I. († 1278), Graf von Vaudémont
- Agnes († 1282), ⚭ mit Walram I. (Zweibrücken)
- Maria, ⚭ mit Dietrich von Schönberg
- Margarete, ⚭ mit Heinrich von Grandpré, Herr von Hans

Hugo nahm ab dem Juni 1239 am Kreuzzug der Barone unter der Führung des Grafen Theobald IV. von Champagne in das heilige Land teil (Kreuzzug der Barone). In der Schlacht bei Gaza geriet er in ägyptische Gefangenschaft, aus der 1241 ausgelöst wurde. Sein Schwager, Heinrich II. von Bar, wurde in der Schlacht getötet.